# Filippo Carcano
Pour les articles homonymes, voir Carcano.
Filippo Carcano est un peintre italien né à Milan en 1840 est mort en 1914.

## Biographie
Élève de Francesco Hayez à l'Académie de Brera à Milan à partir de 1855, Carcano a remporté le prix Canonica avec un travail sur un sujet historique en 1862, tout en expérimentant dans la même période la peinture d'après nature. Carcano est devenu ami avec Francesco Filippini et Eugenio Gignous, avec qui il serait parfois aller peindre dans Gignese. Son intérêt pour les thèmes liés à la réalité est confirmée dans les œuvres ultérieures présentant des scènes qui reflète les développements contemporains dans le domaine de la photographie. Par exemple Heure de la pause pendant le travail sur l'Exposition de 1881 (1887, Galerie d'art moderne, Milan), présenté à l'exposition nationale des beaux-arts de Milan en 1881. 
Figure importante de l'école du naturalisme lombard, il a combiné des scènes de la vie quotidienne avec de nombreux paysages, mettant en vedette les environs du lac Majeur et le Mottarone à partir des années 1870 et les sommets des montagnes sur la frontière de la Suisse à la fin du XIXe siècle. Il avait comme élève Umberto Bazzoli.

## Œuvres

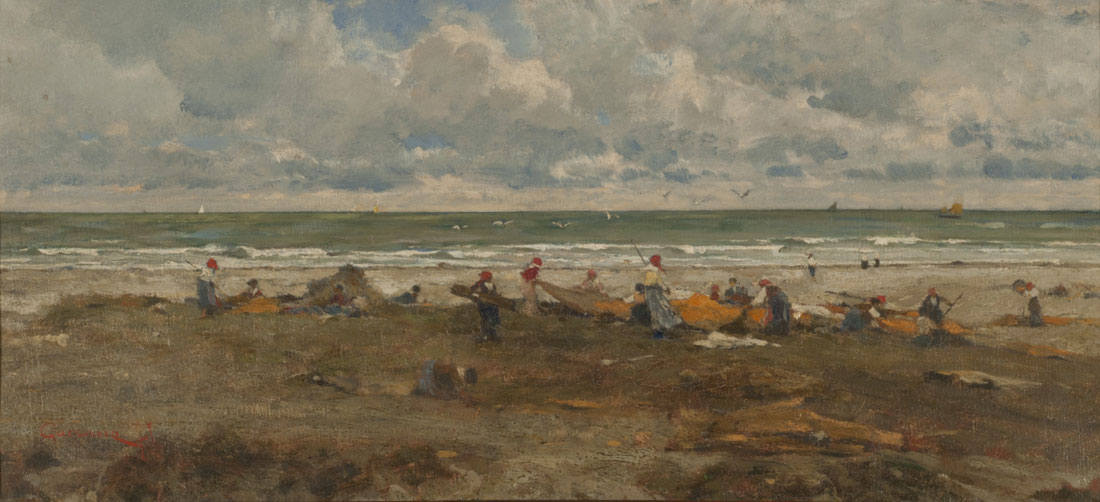
Les Pêcheurs sur la plage.
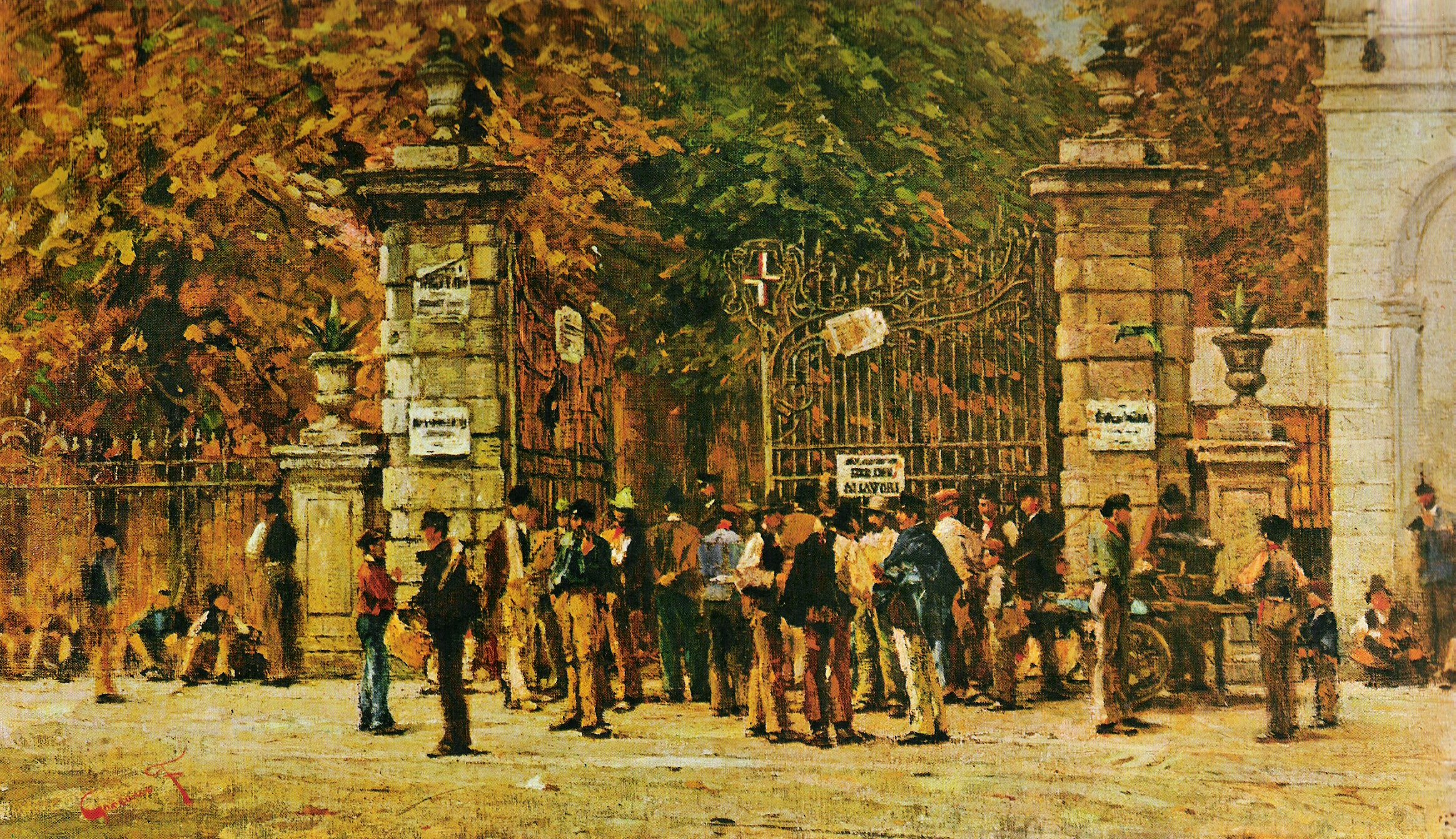
Heure de la pause pendant le travail sur l'Exposition de 1881 (1887).
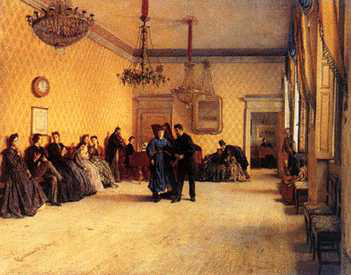
Leçon de bal.
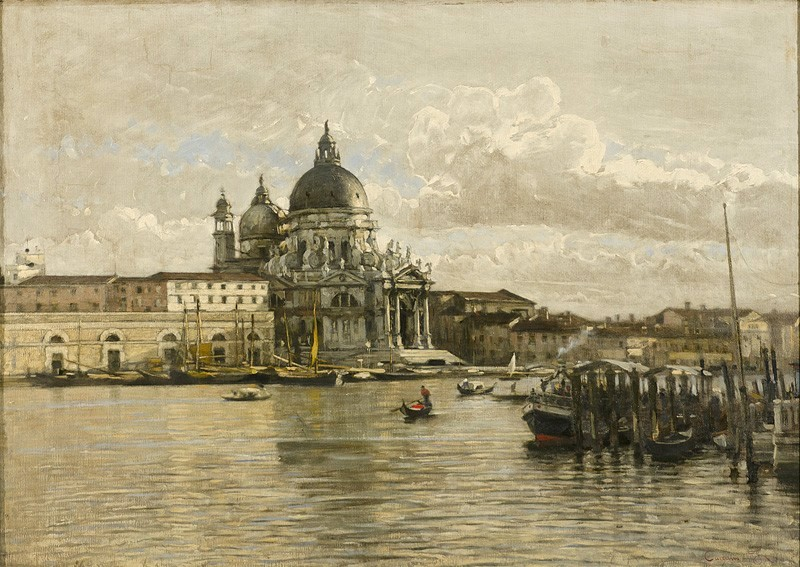
Église de la Salute.

- Paesaggio, 1860, huile sur toile 51 × 41,2 cm, Museo Cantonale d'Arte, Lugano
- La piccola fioraia 1862 – Valdagno.
- Cortile a giardino con figure effetto di sole (1867-1868), huile sur toile, 133.5 cm x 99.5 cm, collection privée, Milan.
- Un brindisi (1872), huile sur toile, 74 cm × 62 cm, collection privée, Milan.
- L'interno del Duomo di Milano, 1872, huile sur toile, 131 cm × 167 cm, collection privée, Milan.
- Una mattina sul lago Maggiore; La quiete del lago, 1876, huile sur toile, 99,7 cm × 137,2 cm, Milan.
- Veduta agreste, Mergozzolo, 1878, huile sur toile, 85 cm × 120 cm, collection privée, Milan.
- In Autunno; Veduta del Duomo di Milano da un balcone, 1883, huile sur toile, 100 cm × 200 cm, Milan.
- Appena arrivate!, 1886, huile sur toile, 53 cm × 70,5 cm, Milan.
- Sul Mottarone, 1886, Milan.
- I figli del mare; Operai in riposo, 1887, huile sur toile, 100 cm × 200 cm, collection privée.
- L'ora del riposo durante i lavori dell'Esposizione del 1881, 1887, Milan.
- In Montagna (Bergamasca), 1888, huile sur toile, 122 cm × 86 cm.
- Donna che lavora a maglia, 1893, huile sur toile, 51 cm × 36 cm, collection privée.
- Le Prealpi bergamasche, 1895, Milan.
- Dall'alto (Arses); In alto, 1895, huile sur toile, 88 cm × 137 cm, collection privée.
- Il ghiacciaio di Cambrena, 1897, huile sur toile, 135 cm × 195 cm, collection privée, Milan.
- Pianura Lombarda, 1885, huile sur toile, 135 cm × 242 cm, collection privée, Brescia.
- Marina (In mare) 1888, huile sur toile, 100 cm × 200 cm, collection privée.
- Cristo che bacia l'umanità 1897, huile sur toile, 242 cm x 135 cm, collection privée.
- Piazza San Marco a Venezia 1882, huile sur toile, 181 cm x 100 cm, Rome
- Al pascolo 1884, huile sur toile, 246 cm × 135 cm, Udine.

## Sources
- (en) Cet article est partiellement ou en totalité issu de l’article de Wikipédia en anglais intitulé « Filippo Carcano » (voir la liste des auteurs).

- (it) Cet article est partiellement ou en totalité issu de l’article de Wikipédia en italien intitulé « Filippo Carcano » (voir la liste des auteurs).